# Роксбері (Коннектикут)
Роксбері (англ. Roxbury) — місто (англ. town) в США, в окрузі Лічфілд штату Коннектикут. Населення — 2260 осіб (2020).

## Демографія
Згідно з переписом 2010 року, у місті мешкали 2262 особи в 936 домогосподарствах у складі 659 родин. Було 1167 помешкань
Расовий склад населення:
| - 96,3 % — білих - 0,8 % — азіатів - 0,6 % — чорних або афроамериканців - 0,1 % — корінних американців |

До двох чи більше рас належало 1,4 %. Частка іспаномовних становила 2,1 % від усіх жителів.
За віковим діапазоном населення розподілялося таким чином: 19,3 % — особи молодші 18 років, 61,6 % — особи у віці 18—64 років, 19,1 % — особи у віці 65 років та старші. Медіана віку мешканця становила 50,0 року. На 100 осіб жіночої статі у місті припадало 101,1 чоловіків;  на 100 жінок у віці від 18 років та старших — 98,0 чоловіків також старших 18 років.
Середній дохід на одне домашнє господарство  становив 204 493 долари США (медіана — 119 167), а середній дохід на одну сім'ю — 234 513 долари (медіана — 139 500). Медіана доходів становила 75 500 доларів для чоловіків та 46 635 доларів для жінок. За межею бідності перебувало 2,5 % осіб, у тому числі 1,0 % дітей у віці до 18 років та 5,1 % осіб у віці 65 років та старших.
Цивільне працевлаштоване населення становило 1214 осіб. Основні галузі зайнятості: освіта, охорона здоров'я та соціальна допомога — 18,6 %, науковці, спеціалісти, менеджери — 15,0 %, виробництво — 12,2 %, будівництво — 10,8 %.